# تری کلابندازول
تری کلابندازول (به انگلیسی: Triclabendazole)
رده درمانی: داروهای ضد انگل
اشکال دارویی: قرص و آمپول

## موارد مصرف
تری کلابندازول ابتدا به صورت تک دوز برای درمان ترماتودهای کبدی (فلوکهایی مانند فاسیولا هپاتیکا) مصرف شد ولی اکنون در درمان انگلهای دیگری مانند نماتودها نیز به کار می رود.

## مکانیسم اثر
از بنزوایمیدازولها است و مانند آنها از پلیمریزاسیون توبولین و ایجاد میکروتوبولها در سلول جلوگیری میکند. میکروتوبولها نقشی اساسی در ساختمان اسکلت سلولی دارند.

## عوارض جانبی
عوارض کمی دارد.